# Ferruccio Galmozzi
Ferruccio Galmozzi (Castello di Annone, 25 dicembre 1889 – Bergamo, 20 aprile 1974) è stato un medico e politico italiano.

## Biografia
Nato a Castel d'Annone (Asti), frequentò il liceo classico a Torino e nel 1908 s'iscrisse alla Facoltà di Medicina e Chirurgia della Università degli Studi di Torino, dove strinse amicizia con il compagno di studi Angelo Rabbeno, poi noto farmacologo e vittima delle leggi razziali fasciste, e rimase sempre il suo miglior amico. Laureato nel 1914, fu richiamato nel 1916 come ufficiale medico presso il corpo degli Alpini, dapprima sul fronte orientale e, dopo l’armistizio, in Albania fino a fine 1919. Il 12 febbraio 1917, durante una licenza si sposò, con rito ufficiato a Torino da Monsignor Giandomenico Pini, assistente nazionale della FUCI, con Lizaveta Ghelfenbein, compagna di studi alla Facoltà di Medicina, ebrea di Odessa, allora in Russia. Nel 1918 la moglie si trasferì a Torre Boldone in periferia di Bergamo dove aveva trovato lavoro come medico di un sanatorio. Ebbero nove figli, di cui tre morirono nel 1926, una di meningite e altri due vittime dell’ultima ondata della cosiddetta influenza spagnola. Nel 1944 gran parte dei beni di famiglia (una casa di tre piani con cinque appartamenti intestata alla moglie) fu confiscata in applicazione delle leggi razziali del 1938 e del Decreto legislativo del Duce in data 4 gennaio 1944 N. 2 con nuove disposizioni concernenti i beni posseduti dai cittadini ebrei. Nel novembre 1943 la moglie, ricercata, fu nascosta nel convento delle suore Orsoline di Gandino dalla madre superiora generale Suor Dositea Boitani. Il figlio Nicola, militante nella rete clandestina di Giustizia e Libertà, fu imprigionato per tre mesi nel carcere milanese di San Vittore. Dopo la liberazione, nel 1946, la Repubblica democratica gli inviò un’ingiunzione sotto minaccia di pignoramento a pagare per sanare i debiti accumulati dalla gestione sotto il regime fascista dei beni confiscati alla moglie. Rimasto vedovo nel 1950, morì il 20 aprile 1974 nella sua casa di Bergamo lasciando sei figli e 26 nipoti.

### Attività medica
Dal gennaio 1915 in servizio presso l'Ospedale Maggiore di Bergamo, dal 1916 al 1919 ufficiale medico al fronte, e da fine 1919 di nuovo a Bergamo. Dal 1921 aiuto primario. Pubblicò alcune monografie e diverse relazioni a congressi. Nel 1931 vinse per concorso nazionale il primariato del sanatorio dell'ospedale. In pensione dal 1957, negli anni Sessanta fu nominato presidente dello stesso ospedale, carica che coprì fino al 1971.

### Impegno nella FUCI

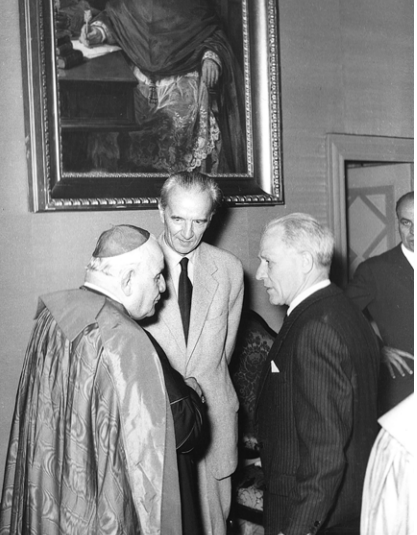
Ferruccio Galmozzi, primo a destra, nelle vesti di sindaco colloquia con il cardinale Angelo Giuseppe Roncalli e l'assessore Fiorenzo Clauser (1954)

Oltre che attivo nel volontariato come insegnante nelle scuole serali per operai, fu membro della FUCI di cui divenne presidente del circolo torinese. Una serie di circostanze turbinose nel mondo cattolico italiano lo fecero diventare inaspettatamente presidente nazionale. Francesco Luigi Ferrari era stato eletto presidente al congresso di Torino del maggio 1911, in un momento in cui alcuni cattolici stavano per la prima volta affacciandosi alla politica attiva dopo mezzo secolo di boicottaggio dello stato unitario da parte della Chiesa cattolica.  Sotto la sua presidenza, la partecipazione della FUCI alle celebrazioni del cinquantenario dello stato unitario aprì un periodo di incomprensioni con il Vaticano, incomprensioni che portarono a un boicottaggio delle attività della FUCI con il taglio dei finanziamenti. In tale situazione, Ferrari decise di dimettersi, e Galmozzi fu eletto alla presidenza, assumendo l’incarico in attesa del congresso che avrebbe dovuto aver luogo alla fine di marzo 1912. Il congresso però fu rinviato e la presidenza Galmozzi durò fino a settembre 1913.  Nel congresso tenuto a La Verna nel settembre 1913 fu eletto Giovanni Battista Migliori. Come commenta una storica della FUCI,
La presidenza di Galmozzi si svolse in un clima particolare: c’era l’impossibilità quasi totale di esprimersi in forma ufficiale e sul piano nazionale… si può pensare che fosse intensa l’attività di preparazione nel silenzio, se dopo tutte le difficoltà di quel periodo, la FUCI risorse vigorosa e vivace. Una testimonianza di questa preparazione silenziosa ma vivificante, tra le ostilità e gli impedimenti esteriori, la troviamo nella definizione che diede di Galmozzi il suo successore Giambattista Migliori: ‘il presidente delle catacombe’.

### Impegno politico
Nel 1922 fu eletto consigliere comunale nelle liste del Partito Popolare e fu assessore alla sanità del comune di Bergamo con il sindaco Paolo Bonomi fino ad aprile 1923, quando giunta e consiglieri comunali rassegnarono le dimissioni – come poi ricordò nel discorso d’insediamento a sindaco il 3 aprile 1946 – "per l’impossibilità di assolvere il loro mandato con dignità e con la necessaria libertà d’azione". Si rifiutò di prendere la tessera del Partito Nazionale Fascista quando fu imposto ai dipendenti pubblici ma non fu licenziato, apparentemente perché la direzione dell’ospedale insabbiò la decisione non denunciandolo agli organismi competenti. Durante i 20 mesi dell’occupazione tedesca mise più volte a disposizione dei partigiani e dei perseguitati politici la sua attività di medico. Un episodio fu quello in cui con una falsa diagnosi trattenne in ospedale fino alla liberazione il dott. Nolli di Cremona, incarcerato a Bergamo sotto l'accusa di attentato all'ordine pubblico. Rappresentante della DC nel CLN di Bergamo insieme a Cristoforo Pezzini dall’aprile 1944, fu nominato dopo la liberazione vice-presidente provvisorio della Provincia, nel 1946 fu il primo eletto per numero di preferenze al consiglio comunale di Bergamo nella lista della DC mentre il genero Carlo Cremaschi, marito della secondogenita Marussia, era uno dei quattro bergamaschi eletti alla Costituente. Eletto sindaco, propose ai rappresentanti del Partito Socialista di entrare nella maggioranza, offerta che fu rifiutata. Ricoprì la carica fino al 1956, dopo essere stato rieletto nel 1951. Nel decennio successivo la giunta fu impegnata a rimediare ai danni economici e sociali causati dalla guerra e dalla occupazione tedesca e a risanare il bilancio del comune che nel 1946 era in forte deficit. Realizzazioni principali furono la costruzione di nuovi alloggi, fra i quali il Villaggio degli Sposi, progettato per offrire abitazioni alle giovani coppie, nel quale si trova ora la via a lui intitolata, il risanamento della città alta, l'acquisizione del complesso monumentale di Sant’Agostino, del chiostro del Carmine e del Parco Suardi nella città bassa. Con una posizione controcorrente si pronunciò contro l’istituzione dell’indennità di carica per i sindaci e per il decennio delle sue due amministrazioni né lui né gli assessori percepirono questa indennità. I dieci anni di amministrazione guadagnarono apprezzamento condiviso per le realizzazioni portate a termine. Guido Piovene, descrivendo il carattere ‘di prosa, di praticità lombarda’ da cui era caratterizzata l’amministrazione locale di Bergamo, annota che ‘Bergamo è Lombardia. Il suo sindaco è uno dei migliori d’Italia’. Terminata nel 1956 l’attività di sindaco, carica nella quale gli succedette Tino Simoncini, si ritirò dalla politica attiva rimanendo iscritto al partito, e rifiutò nel 1958 una candidatura al Senato.

## Opere
- "Sifilide e meta sifilide del sistema nervoso", Riforma Medica (1916), n. 10.
- Sui correttivi dell'alimentazione maidica: nota sperimentale, Vallardi, Milano 1920.
- Circa un nuovo metodo di saggio dell'acidità gastrica senza l'uso della Sonda, Vallardi, Milano 1915.
- Un caso di embolia trombotica dell'arteria mesenterica superiore come esito di stenosi mitralica, Vallardi, Milano 1920
- "Mucosa gastrica ed infezione tubercolare: relazione tenuta al 7. congresso regionale dell'Associazione lombarda contro la tubercolosi (Cremona, 18 maggio 1951)", Ospedale maggiore di Bergamo, Bergamo 1952.